# Каменка (Архангельская область)
Ка́менка — посёлок в Мезенском районе Архангельской области Российской Федерации. Административный центр Каменского сельского поселения. Находится в пограничной зоне.
С 1938 по 2021 год являлся посёлком городского типа (рабочим посёлком).

## География
Посёлок Каменка расположен на левом берегу реки Мезень, в устье реки Каменка, в 280 км северо-восточнее Архангельска. В 10 км от Каменки, на правом берегу Мезени находится город Мезень. От Каменки проложены зимники до Кимжи (на юго-восток через Шукшу) и Долгощелья (на юг).

## История
Статус посёлка городского типа с 1938 года. Образовывал Каменское городское поселение с 2006 года. С 2021 года посёлок сельского типа, соответственно, городское поселение преобразовано в сельское.

## Население
| 1959  | 1970  | 1979  | 1989  | 2002  | 2009  | 2010  | 2011  | 2012  |
| ----- | ----- | ----- | ----- | ----- | ----- | ----- | ----- | ----- |
| 6020  | ↗6898 | ↘5817 | ↘5083 | ↘3387 | ↘3091 | ↘2582 | ↘2571 | ↘2479 |
| 2013  | 2014  | 2015  | 2016  | 2017  | 2018  | 2019  | 2020  | 2021  |
| ↘2381 | ↘2304 | ↘2212 | ↘2139 | ↘2067 | ↘2007 | ↘1947 | ↘1903 | ↘1847 |

Генетика
Учёные, изучавшие частоты гаплотипов современных популяций Восточно-Европейской равнины, пришли к выводу, что у населения в северо-западных (белорусов Мядели Минской области), северных (русские Мезенского района (Мезень, Каменка, Дорогорское и др.) и Ошевенского Каргопольского района Архангельской области) и восточных (русские из Пучежа Ивановской области) частей Восточно-Европейской равнины имеются относительно высокие частоты гаплотипа B2-D2-A2, которые могут отражать примесь от популяций уральской языковой семьи, населявших эти регионы в раннем средневековье.

## Экономика
Магазины, ДЭС, филиал «Архоблэнерго», морской порт Мезень в 38 км от Белого моря, больница, детский сад, школа. До 2000-х работал также лесопильный завод, открытый Н. И. Русановым в 1870-х годах.

## Культура
Дом культуры.

## Радио
- 68,48 Радио России/Радио Поморье

## Достопримечательности
Памятник жертвам интервенции, мемориальный комплекс павшим в Великую Отечественную войну.

## Люди связанные с посёлком
- Сабуров, Эдуард Николаевич (1939—2018) — советский и российский ученый, доктор технических наук, заслуженный деятель науки и техники РФ (1995), почетный работник высшего профессионального образования РФ (1996).